# 刺鰭大海魴
刺鰭大海魴為輻鰭魚綱海魴目菱的鯛科的其中一種，分布於中西太平洋區，包括菲律賓及澳洲海域，屬深海魚類，棲息深度可達878公尺，棲息在大陸坡。